# Södra Ängby
Södra Ängby är en stadsdel i Västerort inom Stockholms kommun, bestående av cirka 500 villor uppförda 1933–1939 i en utpräglat funktionalistisk arkitektur. Södra Ängby täcker en yta på cirka 1,1 kvadratkilometer.
Södra Ängby omsluts av Blackebergsvägen i väst, Färjestadsvägen i sydost och Bergslagsvägen i nordost. Den ursprungliga vegetationen, som till stor del bevarats, präglas av hällmarkstallskog. Stadsdelen omges av Norra Ängby på norra sidan, Blackeberg och Grimsta naturreservat på västra sidan samt Judarskogens naturreservat i öster. I söder gränsar stadsdelen mot Ängbybadet och Mälaren.
Bebyggelsen skyddas sedan 1987 av Riksantikvarieämbetet som riksintresse. En typisk Södra Ängby-villa har även publicerats på ett frimärke utgivet av Posten 2013.  

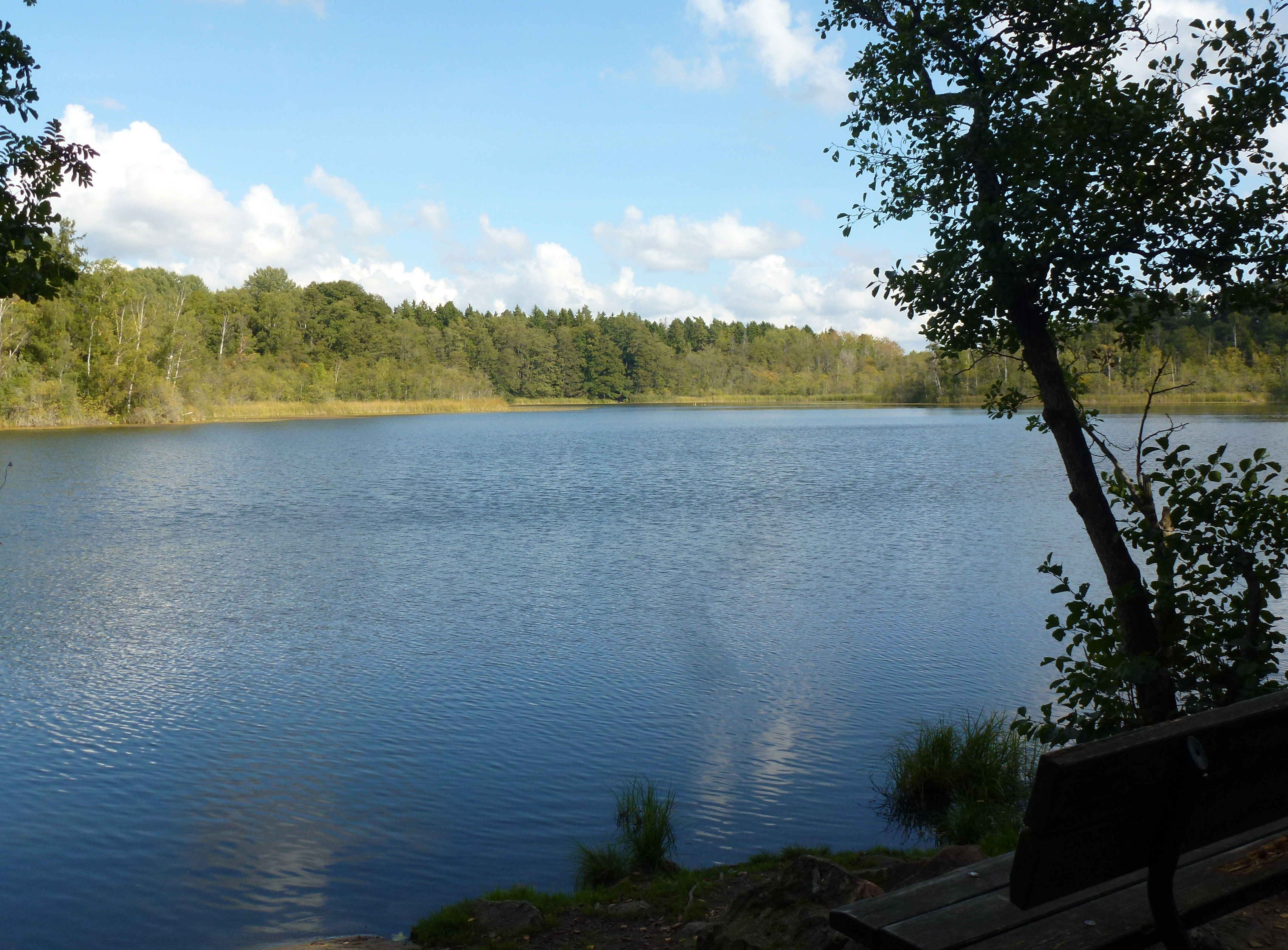
Sjön Judarn i Judarskogens naturreservat.

## Historia

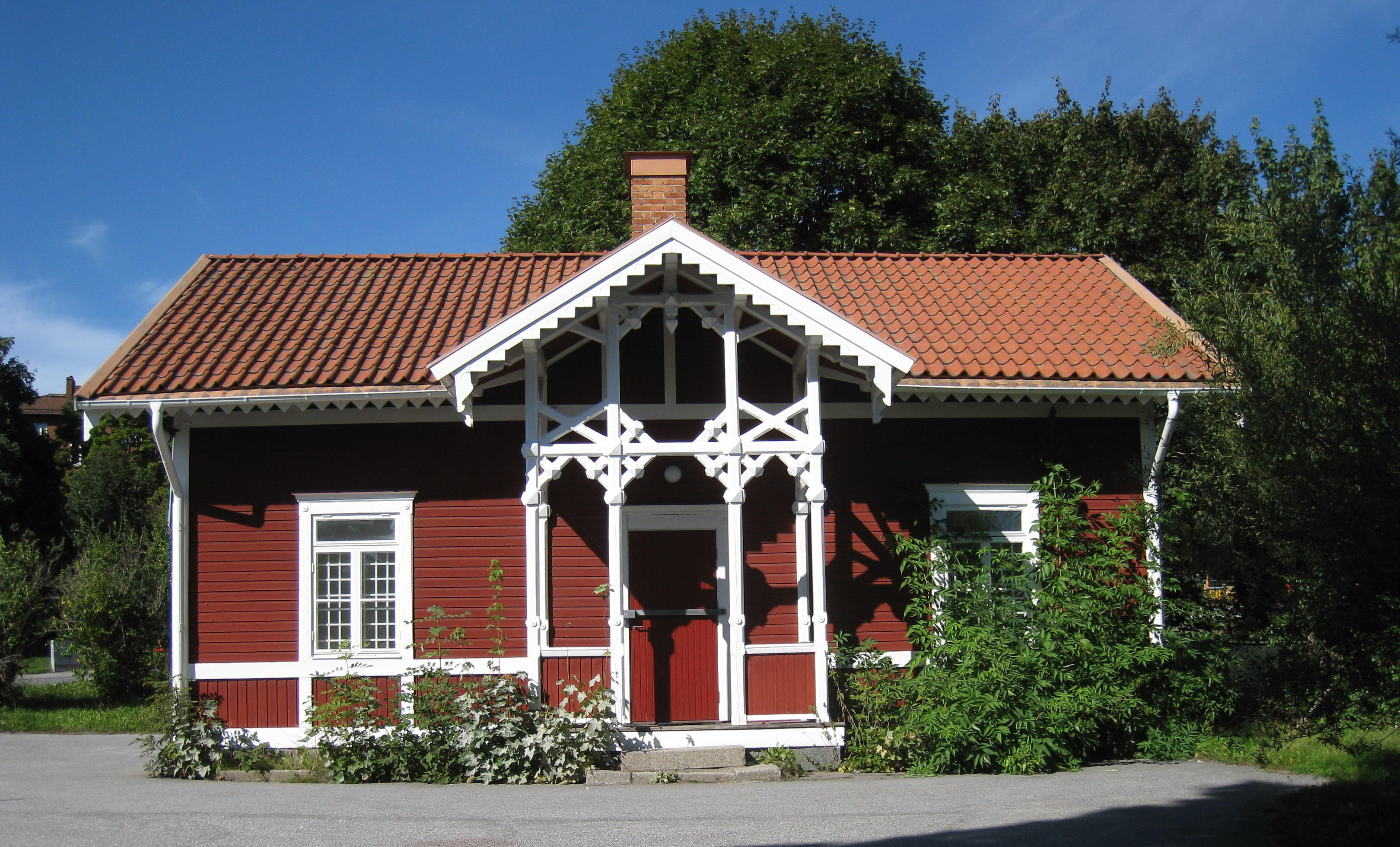
Lilla Ängby gård.

Vid det som idag har Bällstavägens och delar Blackebergsvägens sträckningar byggde "snuskungen" Knut Ljunglöf på 1880-talet en mangårdsbyggnad, Lilla Ängby. Lilla Ängby gård ligger i hörnet av Holbergsgatan vid Blackebergsvägen, som gränsar till Södra Ängby. Den lilla rödmålade torpstugan Lilla Ängby gård är vad som finns kvar av en liten bondgård, som avstyckades 1720 från Stora Ängby gård i Norra Ängby.
Alldeles vid Lilla Ängby gård ligger också en 1/4 milsten vid Blackebergsvägen. Milstenen sattes upp 1778 av landshövding Jacob Johan Gyllenborg vid den gamla vägen från Stockholm till färjestället vid Tyska Botten för vidare färd till Drottningholm

### Torpet Lugnet
Huvudartikel: Torpet Lugnet

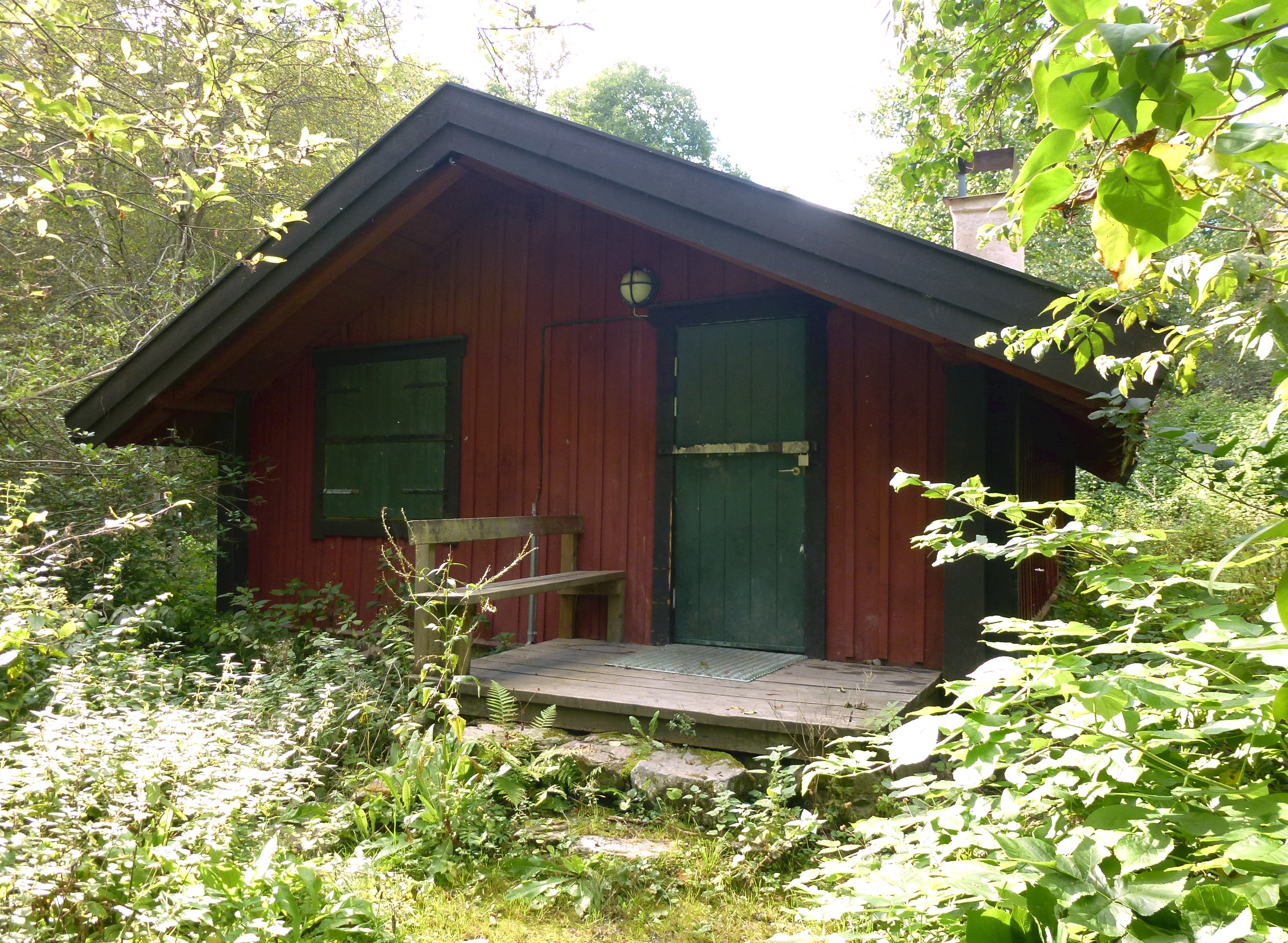
Torpet Lugnet i Judarskogen.

Strax innanför Judarskogens skogsbryn ligger Torpet Lugnet norr om Ängbybadet och Gubbkärrsvägen. Den låga stugan ligger i södra delen av Judarskogens naturreservat. Intill torpet finns ett grävt dike från sjön Judarn. Området har varit bebott länge och det kan ha anor från 1600-talet. Torpet Lugnet är ett av ett tiotal kvarvarande torp i Bromma och betecknas som "stattorp" eller "dagsverkstorp". Det låg under Åkeshovs slott, där torparen skulle utföra dagsverken för sin försäljning och för detta ersattes in natura.
På höjdplatån strax norr om Torpet Lugnet finns en röseliknande stensättning. Nordväst om torpet finns en rektangulär stensättning, också på krönet av en höjd. Fornlämningarna ovanför torpet är sannolikt från yngre bronsålder (cirka 100-500 f.Kr.)

### Den nutida bebyggelsen

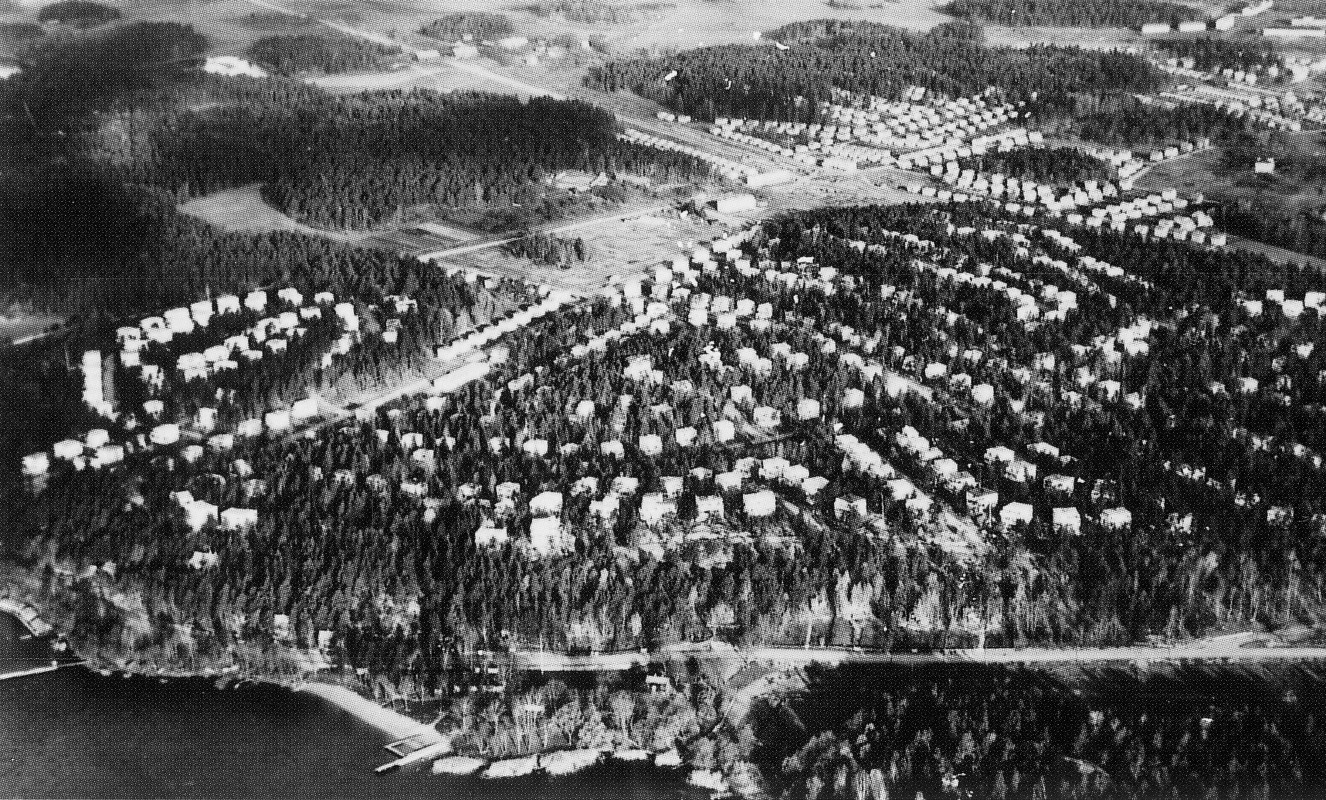
Flygfoto över Södra Ängby, cirka 1938.

Den ursprungliga detaljplanen tillkom 1933 för 525 tomter, och området byggdes 1933–1939. Området öster om Zornvägen var utbyggt 1938, västra delen senare.
Ansvarig för planen var stadsbyggnadsdirektören Albert Lilienberg, som var influerad av funktionalismen och Stockholmsutställningen. Axel Dahlberg, fastighetsdirektör i Stockholm 1933-45, räknas som initiativtagare till utbyggnaden av Södra Ängby. 
Villorna i Södra Ängby var inte avsedda för de traditionella småstugebyggarna (jmf Norra Ängby), utan byggdes på spekulation av enskilda byggmästare som sedan sålde dem nyckelfärdiga. En av dessa var Einar Mattsson, som uppförde sin första villa 1935 på Ängbyhöjden. Villorna var avsedda för den övre medelklassen och planlösningarna disponerades för en representativ livsföring med vardagsrum och matrum i fil. I nästan alla hus fanns en jungfrukammare. Många jungfrukammare används i dag till annat, men området befolkas alltjämt av en välutbildad övre medelklass.
Priset för den vanligaste hustypen på ca 170 m² var runt 40 000 kr och de större betingade ett pris på 100 000 kr. Tomträttsavgälden som gällde i 60 år låg på 53 öre/m², vilket blev en kostnad mellan 300 och 500 kr/tomt och år.
Vid Färjestadsvägen och Zornvägen fanns butikslängor innehållande bland annat järnaffär, livsmedelsbutik, fisk- och mjölkaffär, frisersalong, blomsterhandel, kafé, cykelaffär och bensinstation. Längan vid Färjestadsvägen intill Ängbyplan finns fortfarande kvar. Intresseorganisationen Södra Ängby villaförening bildades som Ängby villaägareförening 1933.

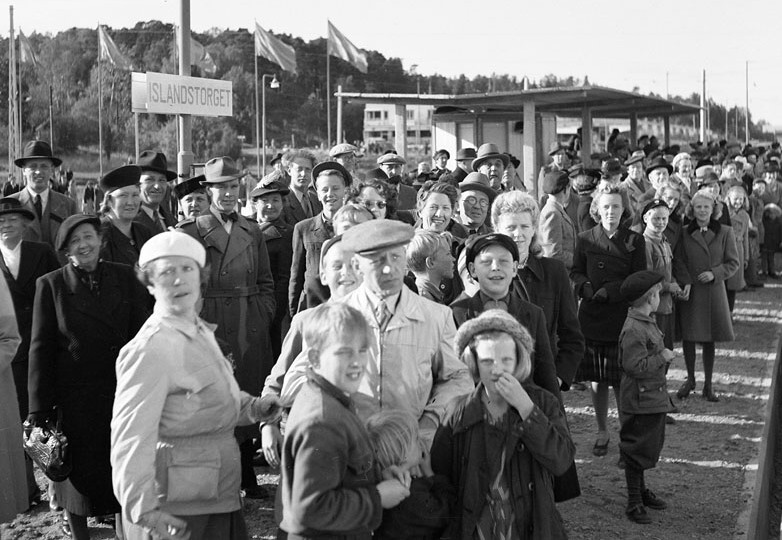
Spårvägsstationen Islandstorget invigs 1944.

En förutsättning för framtida bebyggelse på Stockholms lantegendomar var att förse områdena med goda kommunikationer genom spårvägar. Även västerut ordnades spårbundna kommunikationer på stadens initiativ. Lantegendomsnämnden presenterade i mars 1909 ett förslag till spårförbindelse mellan Sankt Eriksgatan och Alvik. På Ängbybanan gick linje 11 från 1 oktober 1944 till Islandstorget. Ängbybanan trafikerades som spårväg tills 1952, därefter kördes tunnelbanan på samma spår (nuvarande Gröna linjen).

### Orealiserade utbyggnadsplaner
Kort före andra världskriget planerade fastighetsdirektören Axel Dahlberg att uppköpa mark i Blackebergsskogen i anslutning till Frimurarebarnhuset - nuvarande Blackeberg. Området på cirka 100 hektar obebyggd mark skulle stadsplaneläggas för en bebyggelse likt Södra Ängby. Dahlberg anlitade sin vän och kollega stadsplanearkitekten Thure Bergentz, som även hade ritat Södra Ängby med lyckat resultat. Så projekterade Bergentz 1938 en tvillingsstadsdel med tvåvåningsvillor, butikslängor, gatuplanteringar, parker, idrotts- och lekplatser .
På sommaren 1939 sände Dahlberg skisser och förslag till Frimurarbarnhusets representant. Några förhandlingar kom aldrig igång, kriget kom emellan och efter kriget hade både Dahlberg och stadsbyggnadsdirektören Liliedahl lämnat sina tjänster. Den nye stadsbyggnadsdirektören, Sven Markelius, hade andra planer. Våren 1949 godkände stadsfullmäktige den stadsplan för Blackeberg som förverkligades i början av 1950-talet med flerfamiljshus kring öppna gårdar, några radhus och en centrumanläggning. Södra Ängby blev därmed Stockholms sista av stadens fastighetskontor planlagda trädgårdsstad.

## Bebyggelse

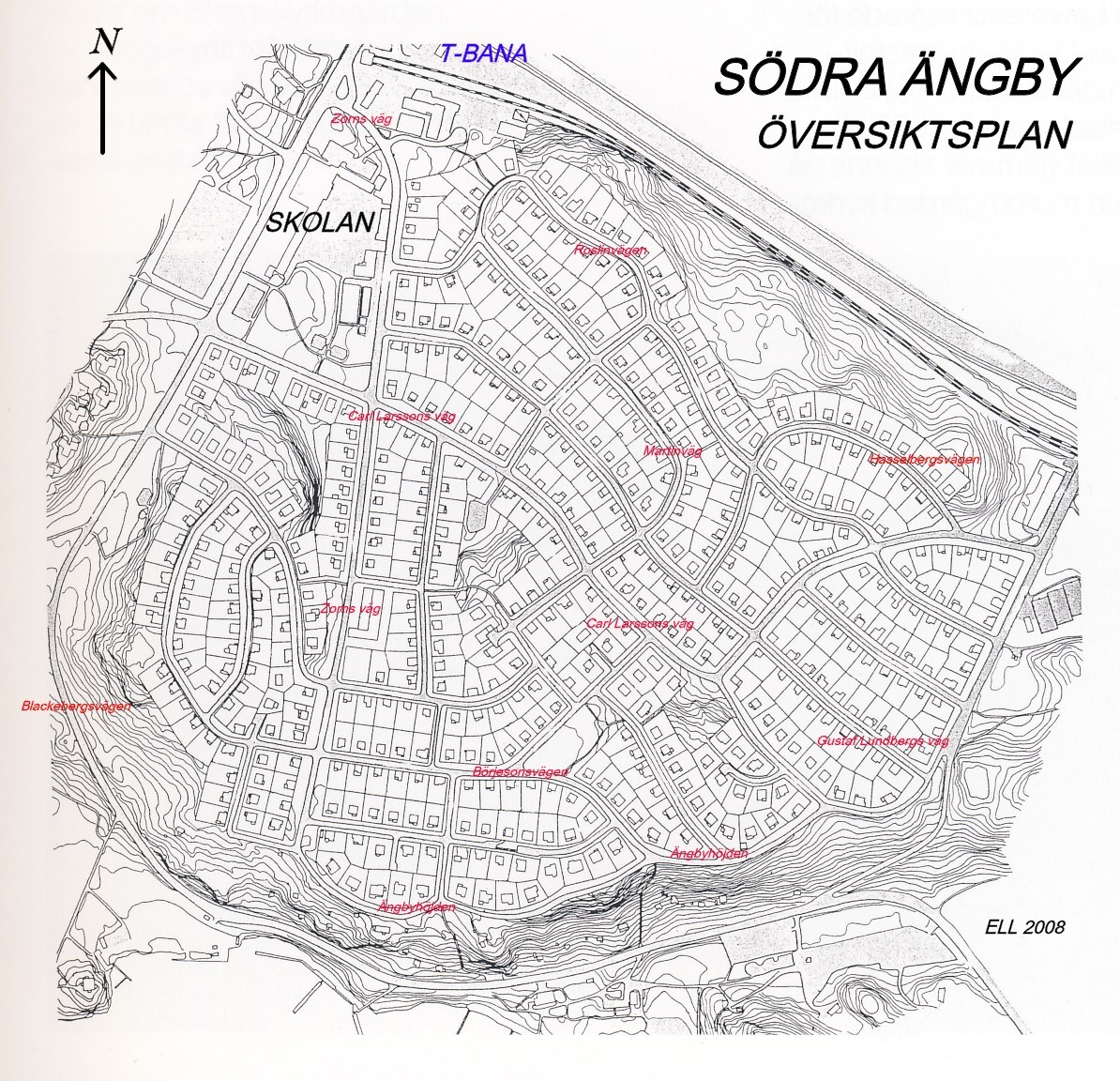
Plankarta över området

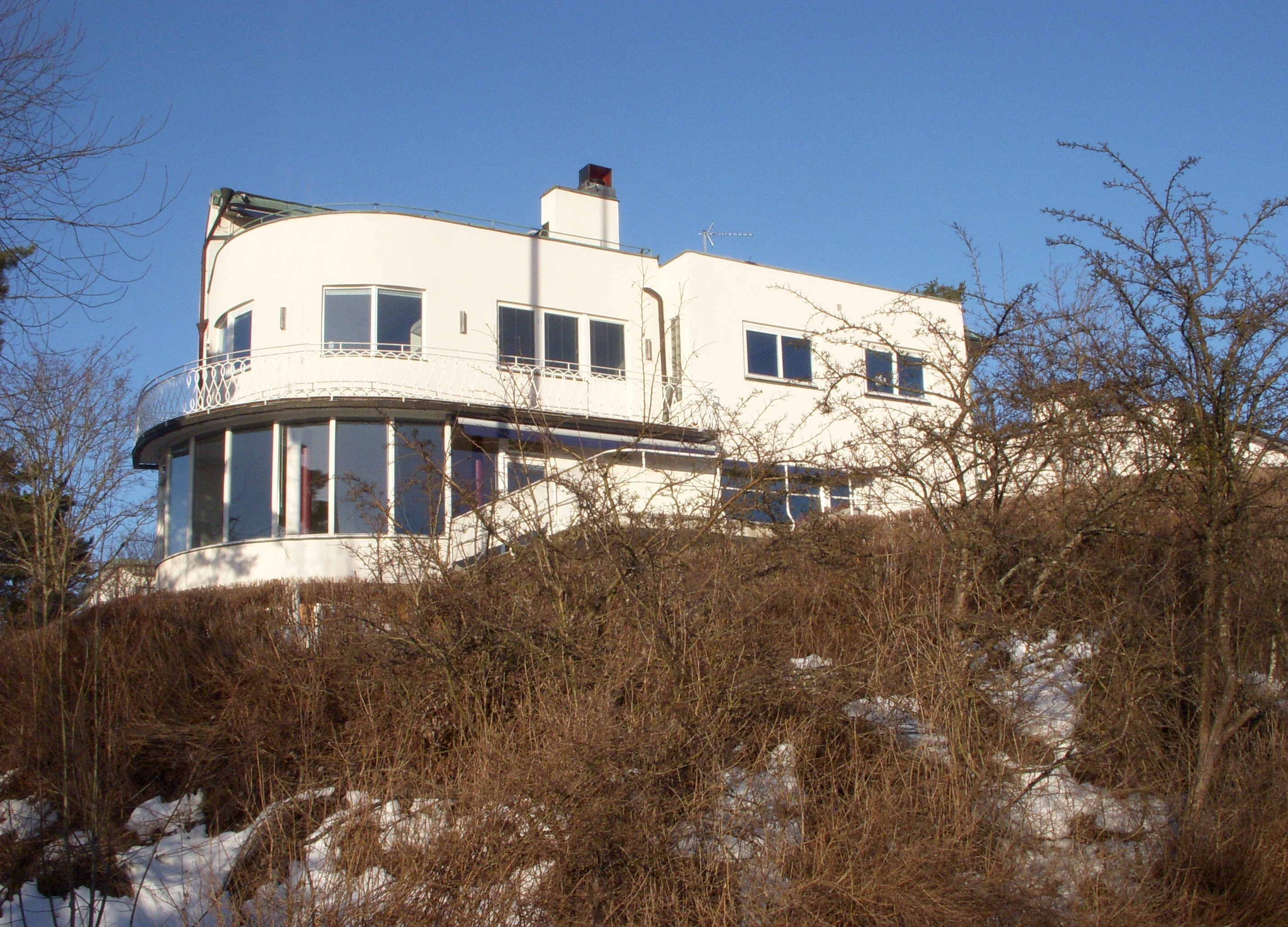
Ängbyhöjden 32 ritades av Björn Hedvall.

### Stadsplanen
Byggnaderna i Södra Ängby är i trädgårdsstadens anda anpassade till den kuperade terrängen och en stor del av tallskogsvegetationen har bevarats. Det mera renläriga funktionalistiska stadsplaneidealen med ett rätlinjigt planverk för att minimera angäggningskostnaderna för gator och ledningar, fick överges av stadsplanekontorets arkitekt Thure Bergentz (som jobbade under Albert Lilienberg). I Södra Ängbys kuperade terräng gällde det att spränga så lite som möjligt och att bevara naturen. Gatorna anlades slingrande och följer terrängen. Husen skulle ligga i gatulinjen med planterade förgårdar i ett öppet byggnadssätt. Eftersom endast trådnätsstaket tilläts har området fått karaktären av en stor sammanhängande park.
Området kom likt de samtida stockholmsförorterna Traneberg och Hammarbyhöjden att kallas Den vita staden,  på grund av deras ljusa färgsättning.

### Funktionalismen
Funktionalismen hade fått fäste i Sverige sedan Stockholmsutställningen 1930, med tankar om grönska, sol, ljus och luft. Den arkitektoniska stil som där presenterades återfinns i många avseenden i Södra Ängby.

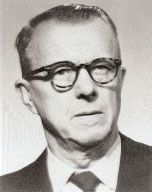
Arkitekt Edvin Engström.

Funktionalismens arkitektoniska ideal har präglat husens form och stil med ljusa färger och flacka tak. Inom den enhetliga stilen i området finns samtidigt stora variationer i detaljerna. Karakteristiskt för villorna i Södra Ängby är ljusa och i regel slätputsade fasader, stora spröjslösa fönster, mindre och runda fönster, fönsterband, rundade balkonger, och smäckra smidesdetaljer.
Ungefär 95% av villorna ritades av arkitekten Edvin Engström, föreståndare för Egnahemsbyrån i Stockholm. Ängbyhöjden 50 hör till Engströms större villor. Arkitekt Engström hade ryktet om sig att vara mycket principfast. Han var ofta på byggarbetsplatsen och bestämde på plats husens exakta läge på tomten. Några egenmäktiga ändringar på husens exteriör tillät han inte. Det fick en kollega till byggmästaren Einar Mattsson, som hade byggt fyra av villorna i Södra Ängby, erfara. Han hade murat sockeln några skift för hög; det fick han efter Engströms besök "vackert riva". Den 485 kvadratmeter stora villan på Ängbyhöjden 32 (Molinvägen 5) ritades av Björn Hedvall och var utställd på Nordisk byggdag i Oslo 1938. 
Invändigt uppvisar husen inte alltid funktionalistiska detaljer. Här gav arkitekten byggmästaren mer fria händer, vilken ibland bestämde i samråd med blivande husägare hur det skulle se ut. Här finns en del detaljer som för tanken mer till svensk nationalromantik och tjugotalsklassicism, såsom blyinfattade fönster, en del med individuella motiv, och radiatorinklädnader (inklädnad av värmeelement) av flätad rotting. Funktionalismen kommer till sin rätt i svängda trapphus, strama öppna spisar, varav somliga med rundade hörn, mer geometriska radiatorinklädnader, funktionella kök och badrum med inbyggt badkar, separat dusch och färgat kakel.

### Byggnadstekniken
Byggnadstekniken i Södra Ängby var trots den funktionalistiska stilen traditionell. De allra flesta husen är resta i en konventionell trästomme med ytskikt av vitmålad kalkputs. En del enklare villor har stående eller liggande träpanel som ytskikt. Värmeisoleringen av ytterväggarna är med dagens mått mätt högst otillfredsställande då dessa i princip enbart består av 50 mm spontat plank.
De plåttäckta taken med svag eller obefintlig lutning vållade också problem med vattenläckage. Det fick författaren Alf Henrikson erfara, som bodde i femtionio år på Hasselbergsvägen i Södra Ängby. Om takdropp skaldade han på följande sätt.
| ”                                | Takdroppet måste jag plötsligt begrunda. Den platta plåten gick oväntat bet. Onäpst bryter man ingalunda mot generationers erfarenhet. En måttlig lutning på någon meter avleder nämligen regnets svall. Seklers rön och erfarenheter var inte så dumma i alla fall. | „ |
| – ur I en funktionalistisk villa | |   |

### Kulturskydd
Området som helhet skyddas sedan 1987 liksom Gamla stan av en klassning som riksintresse för kulturmiljövård av Riksantikvarieämbetet. En noggrant utformad detaljplan antogs 1993 och vann laga kraft 1995 gav Q-märkning för att bevara fasader och byggnadsdetaljer såväl som naturens karaktär.

#### Byggnadsdetaljer

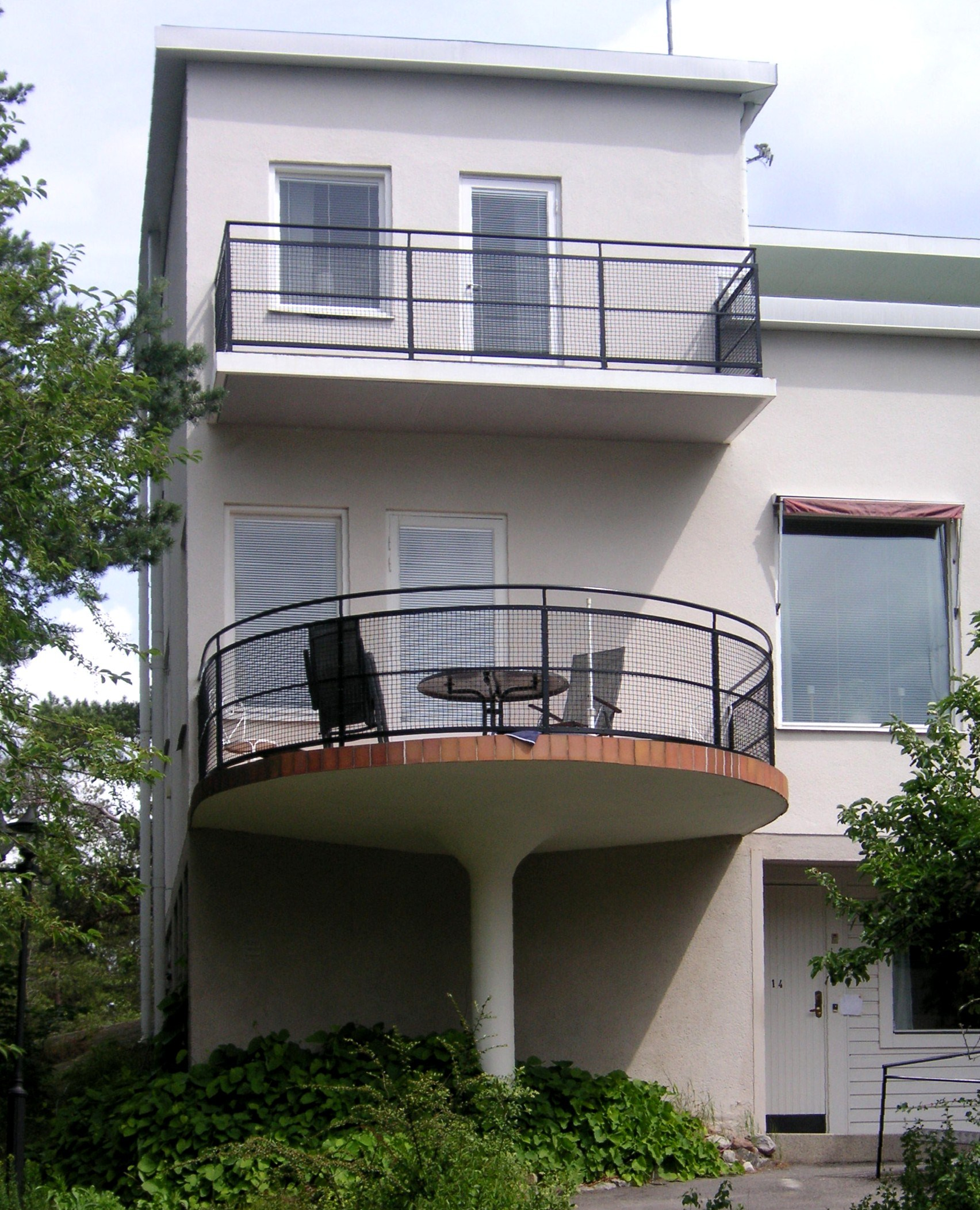
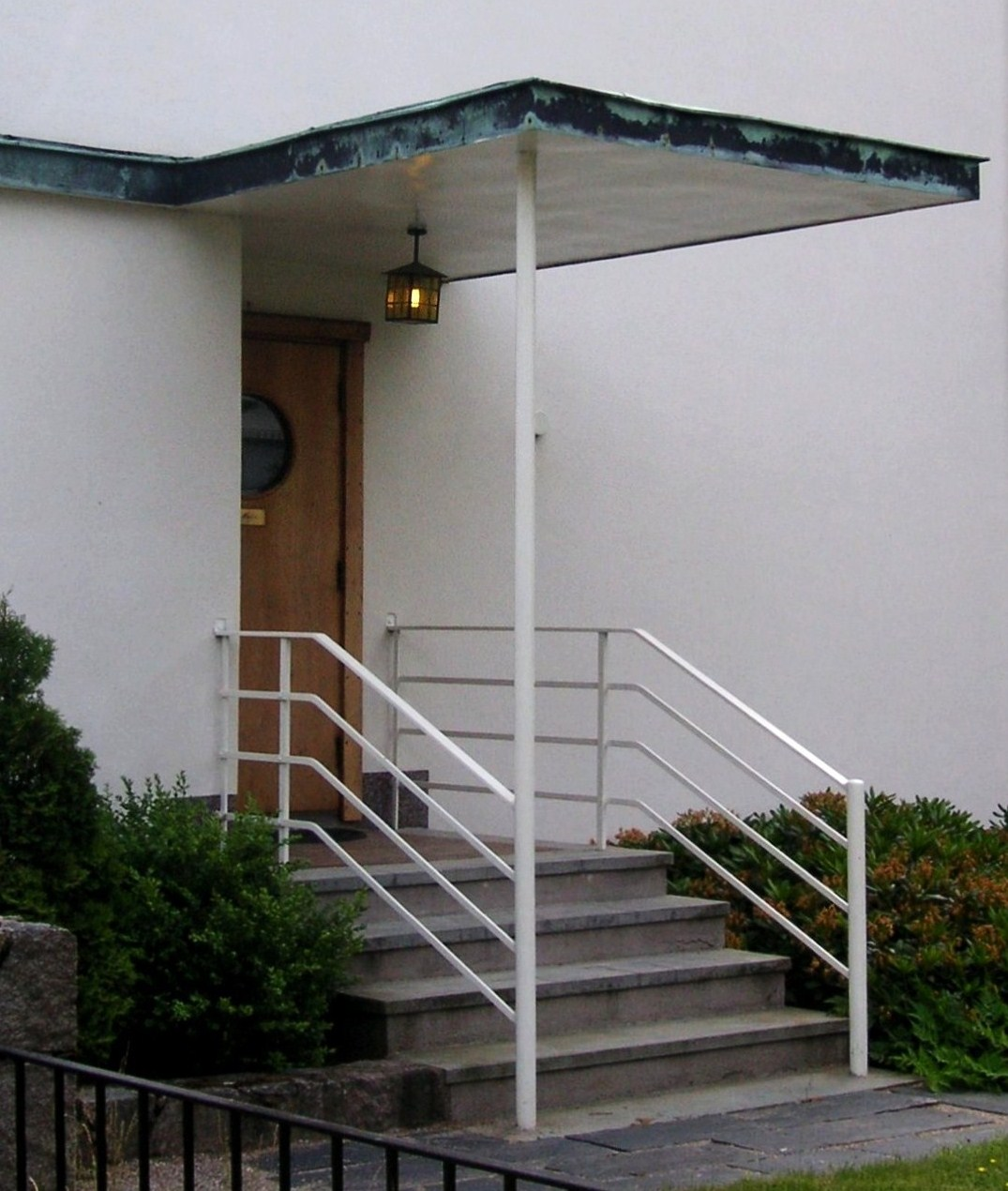
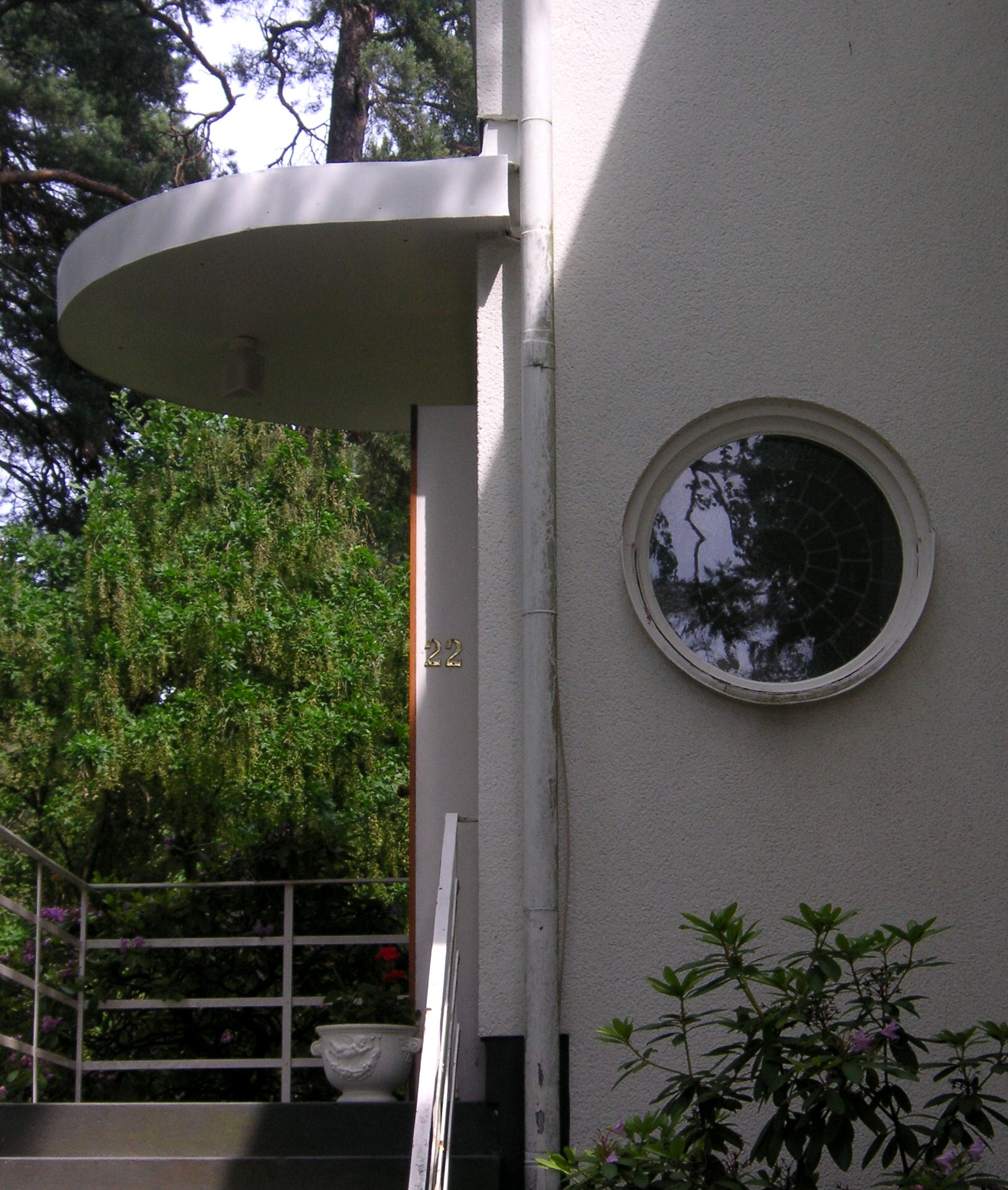
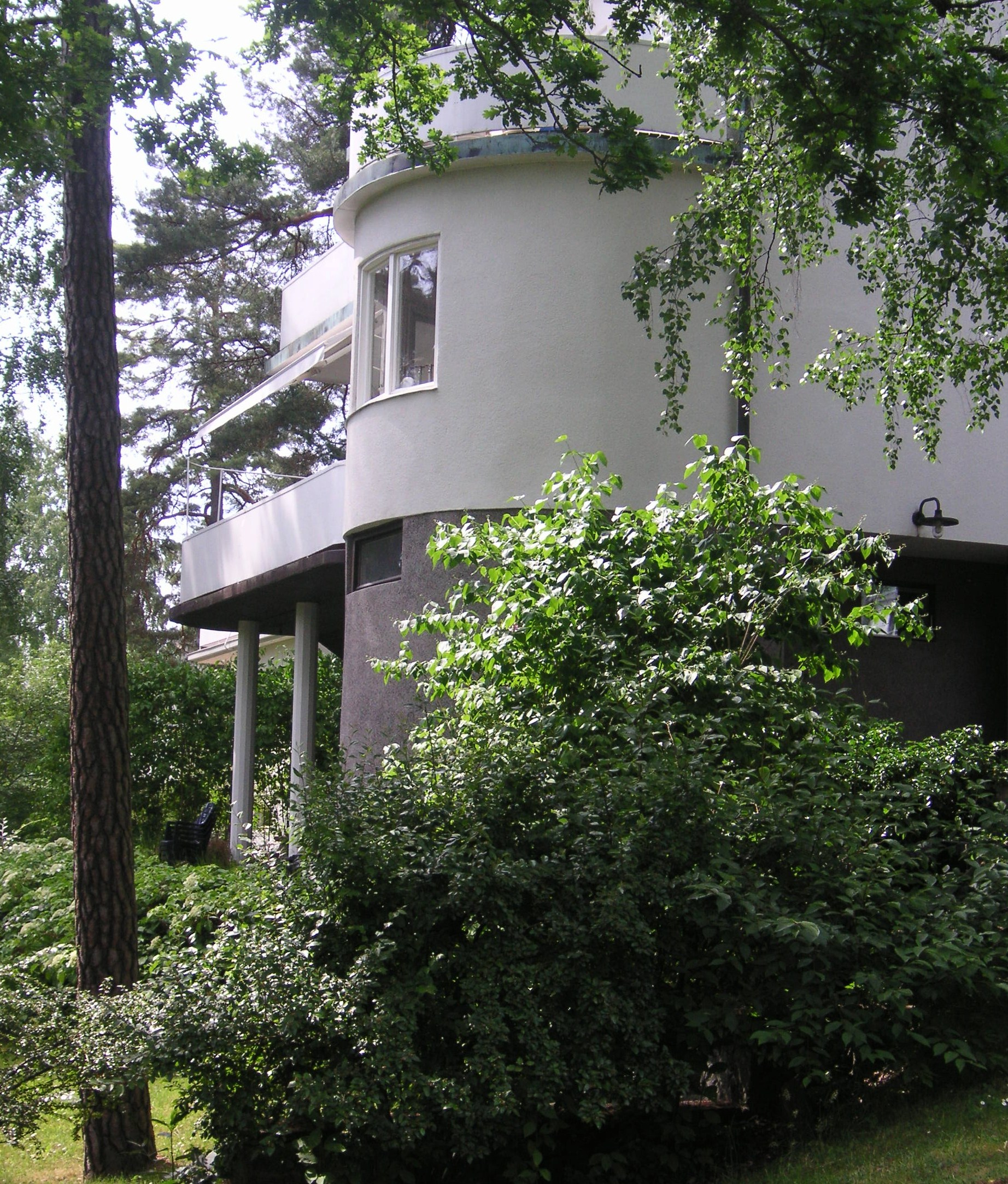

### Södra Ängby skola
Huvudartikel: Södra Ängby skola

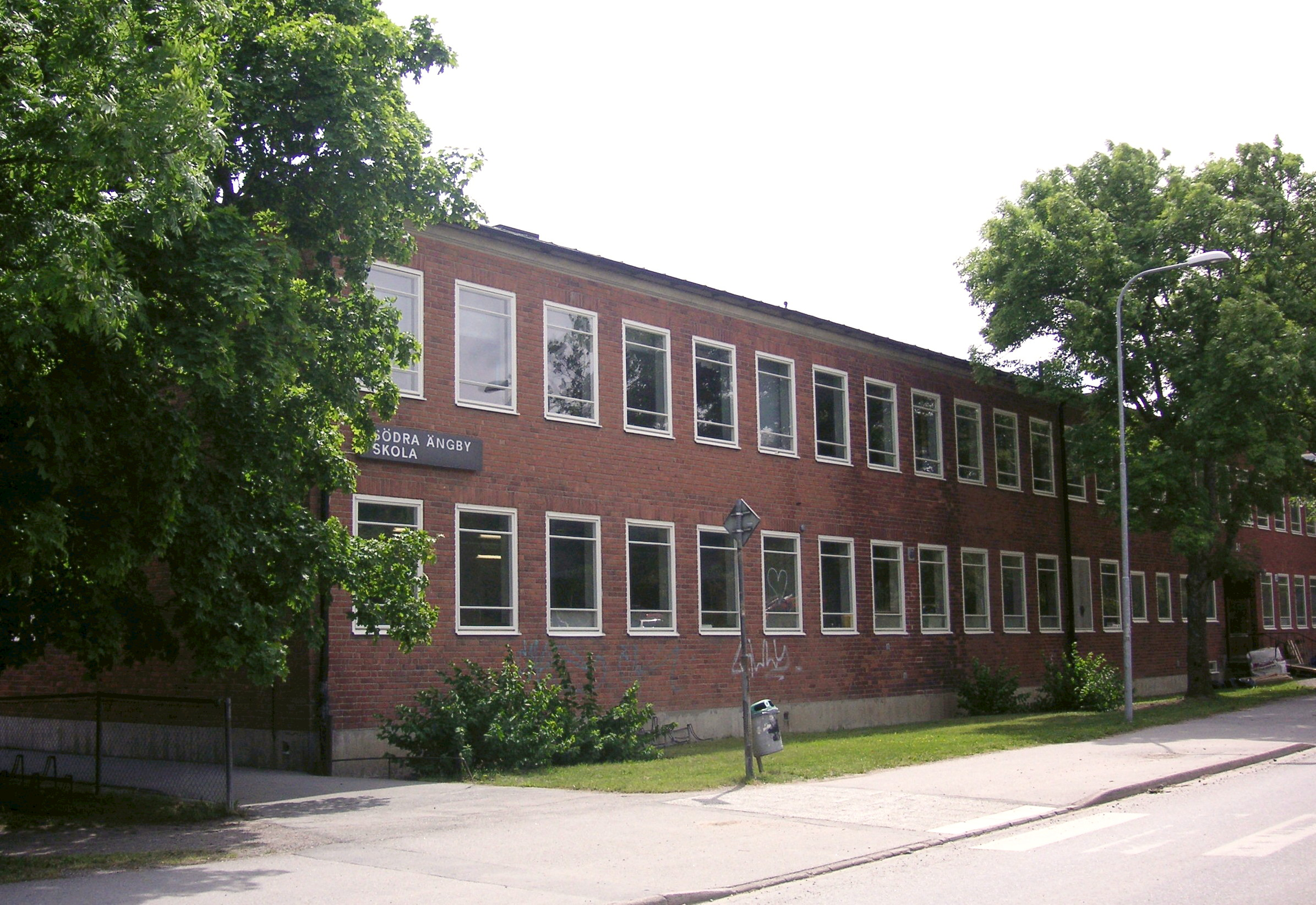
Södra Ängby skola på Blackebergsvägen 100, Södra Ängby, 2008.

Trots att stadsdelen huvudsakligen består av villor finns flera daghem och även Södra Ängby skola som omfattar årskurs F–9. Skolbyggnaden uppfördes 1946 efter ritningar av arkitekten Ture Ryberg. Skolan renoverades samt byggdes till år 2008/2009.

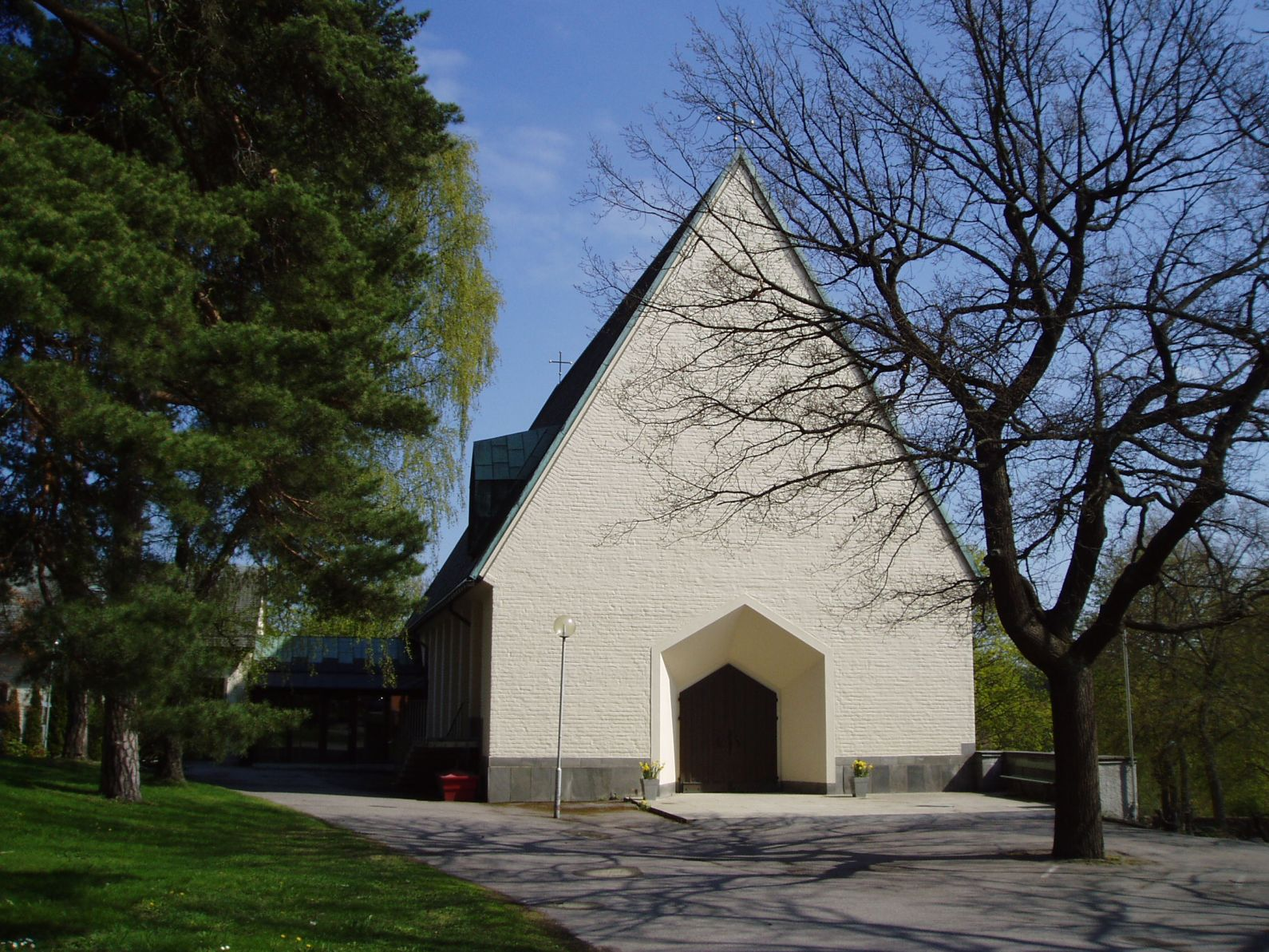
Ängby kyrka invigdes 1959, arkitekt var Björn Hedvall.

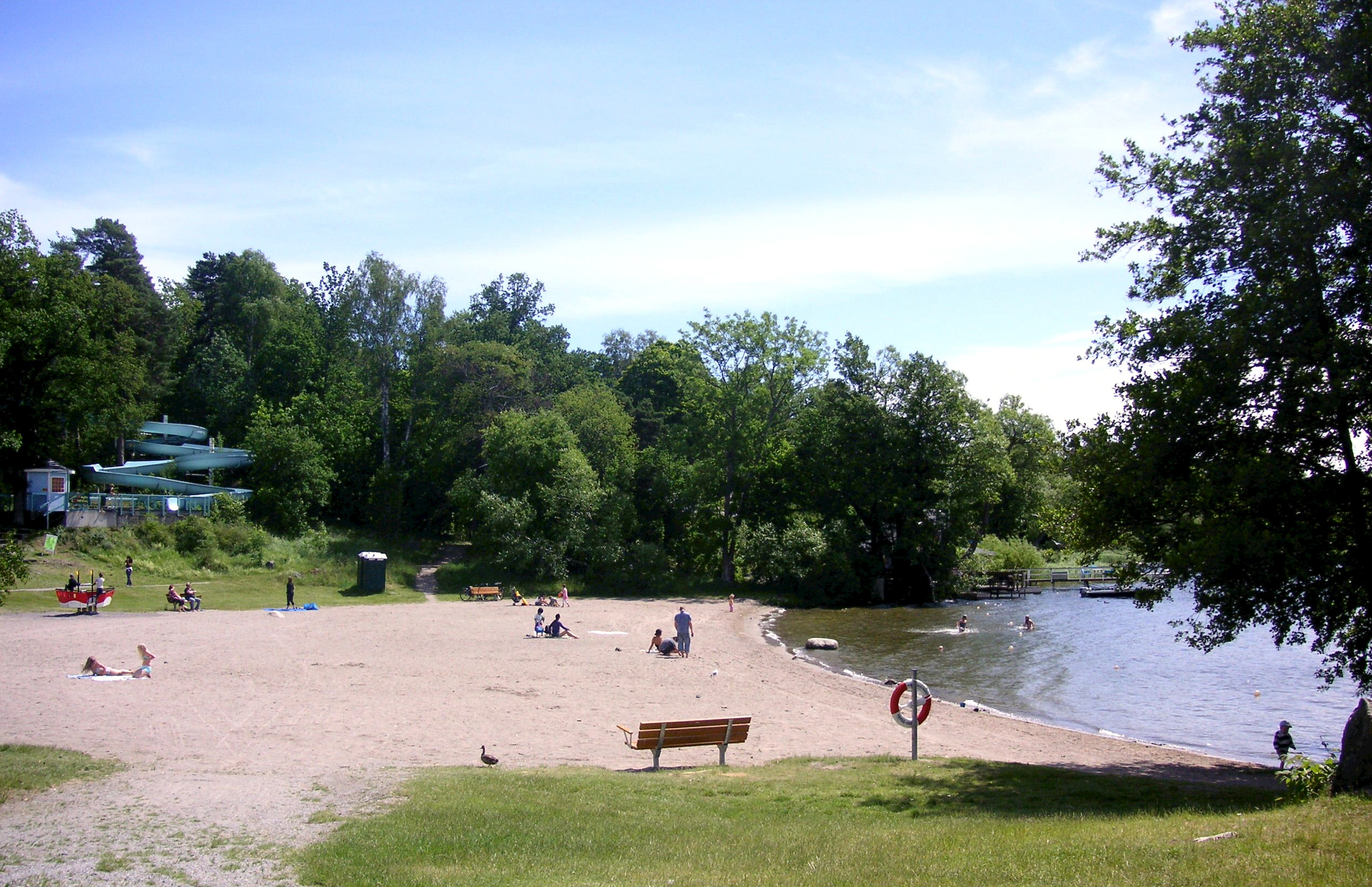
Ängbybadet vid Mälaren i Södra Ängby.

### Ängby kyrka
Ängby kyrka ligger i Blackeberg vid gränsen till Södra Ängby. Kyrkan ritades av arkitekt Björn Hedvall och invigdes 1959. 

### Tennisbanorna och Ängbybadet
Vid Färjestadsvägen finns tennisbanor, och vid Ängbybadet finns en båtklubb och en sommaröppen restaurang.
Vid Ängbyplan finns bland annat två asiatiska restauranger, en restaurang (Astrids), en brödbutik (Gateau) och frisör. Vid Islandstorget finns även en bensinstation, och där ligger även Ängby kyrka.

### Bilder från då och nu
Vykort från 1930- och 1940-talen, och motsvarande vyer år 2008:

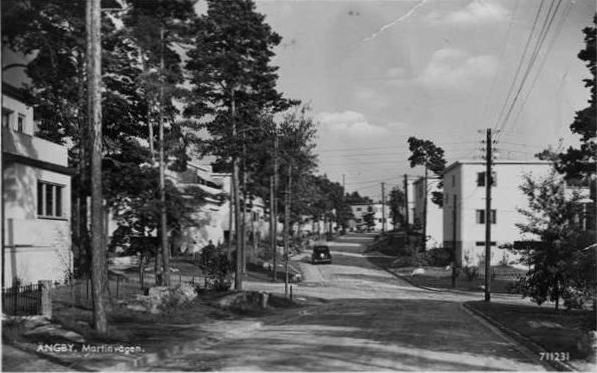
Martinvägen, 1930-tal
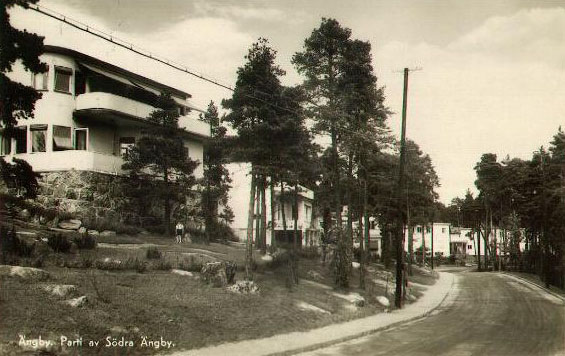
Ängbyhöjden 20, 1930-tal
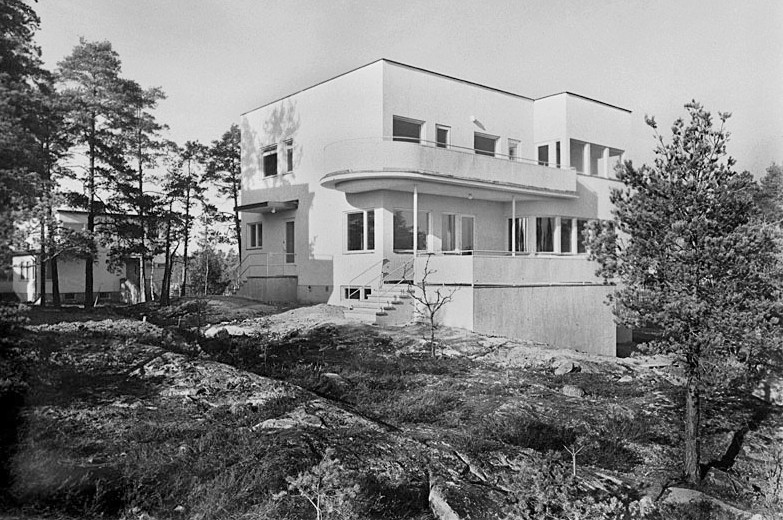
Ängbyhöjden 28, 1938
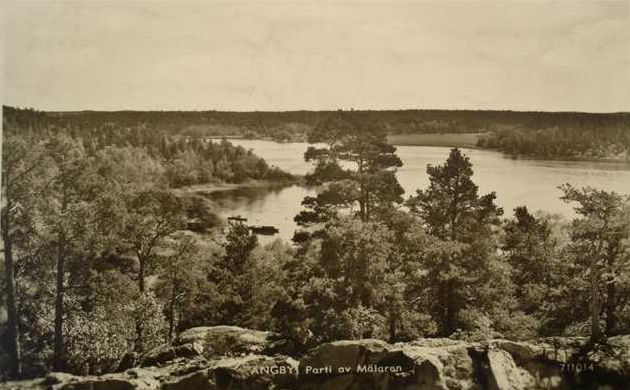
Vy mot Mälaren, 1948
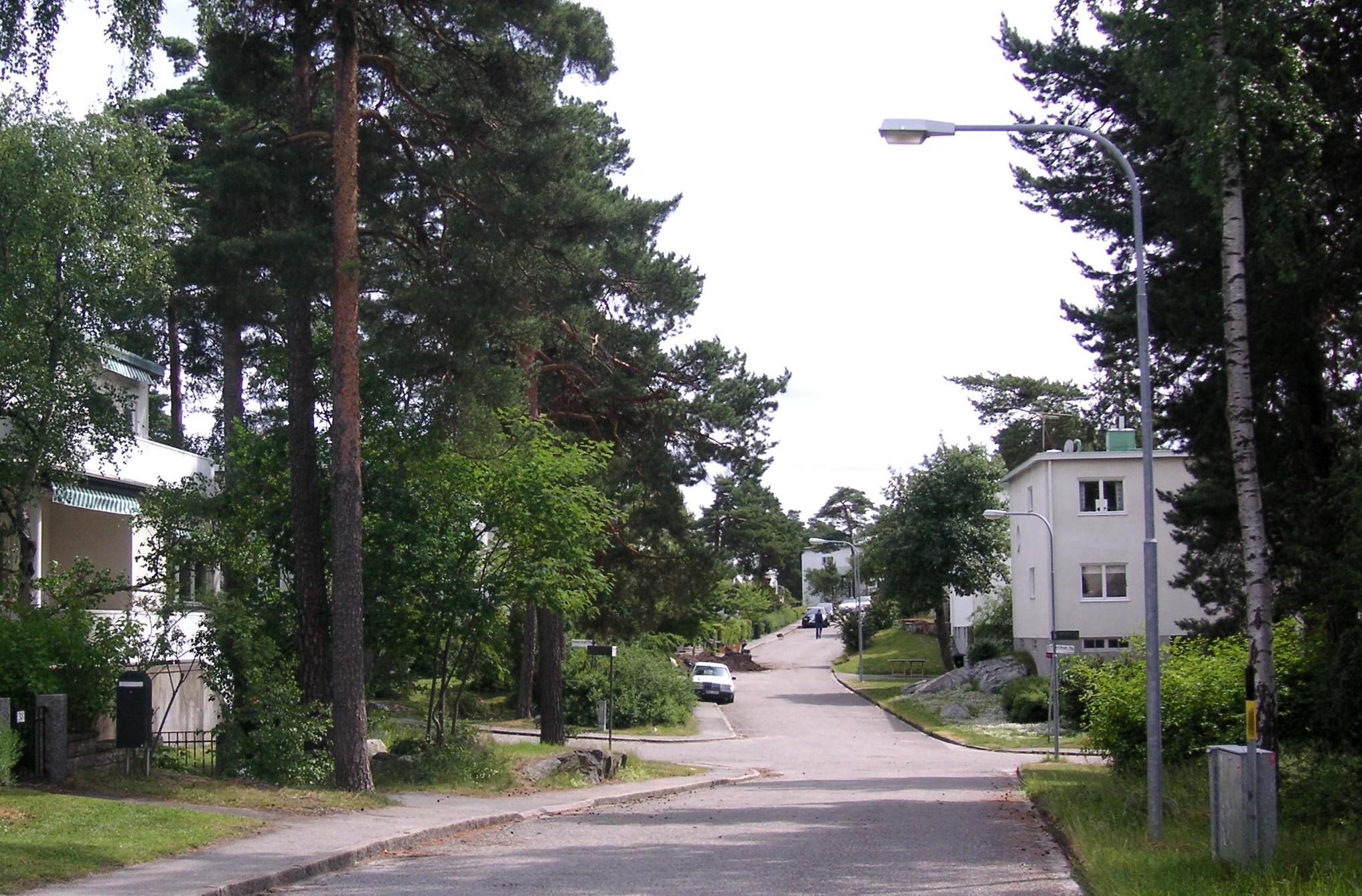
Martinvägen, 2008
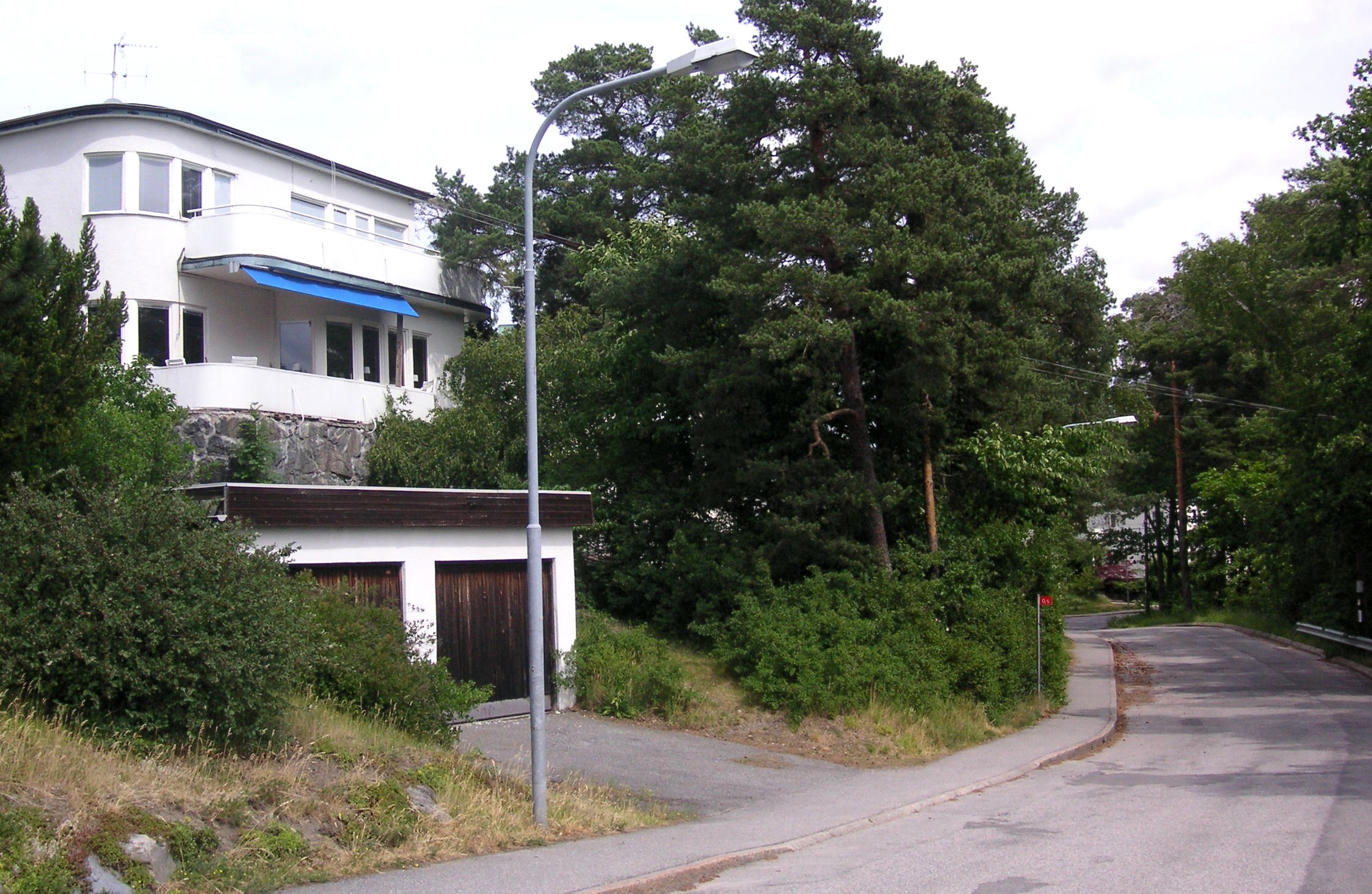
Ängbyhöjden 20, 2008
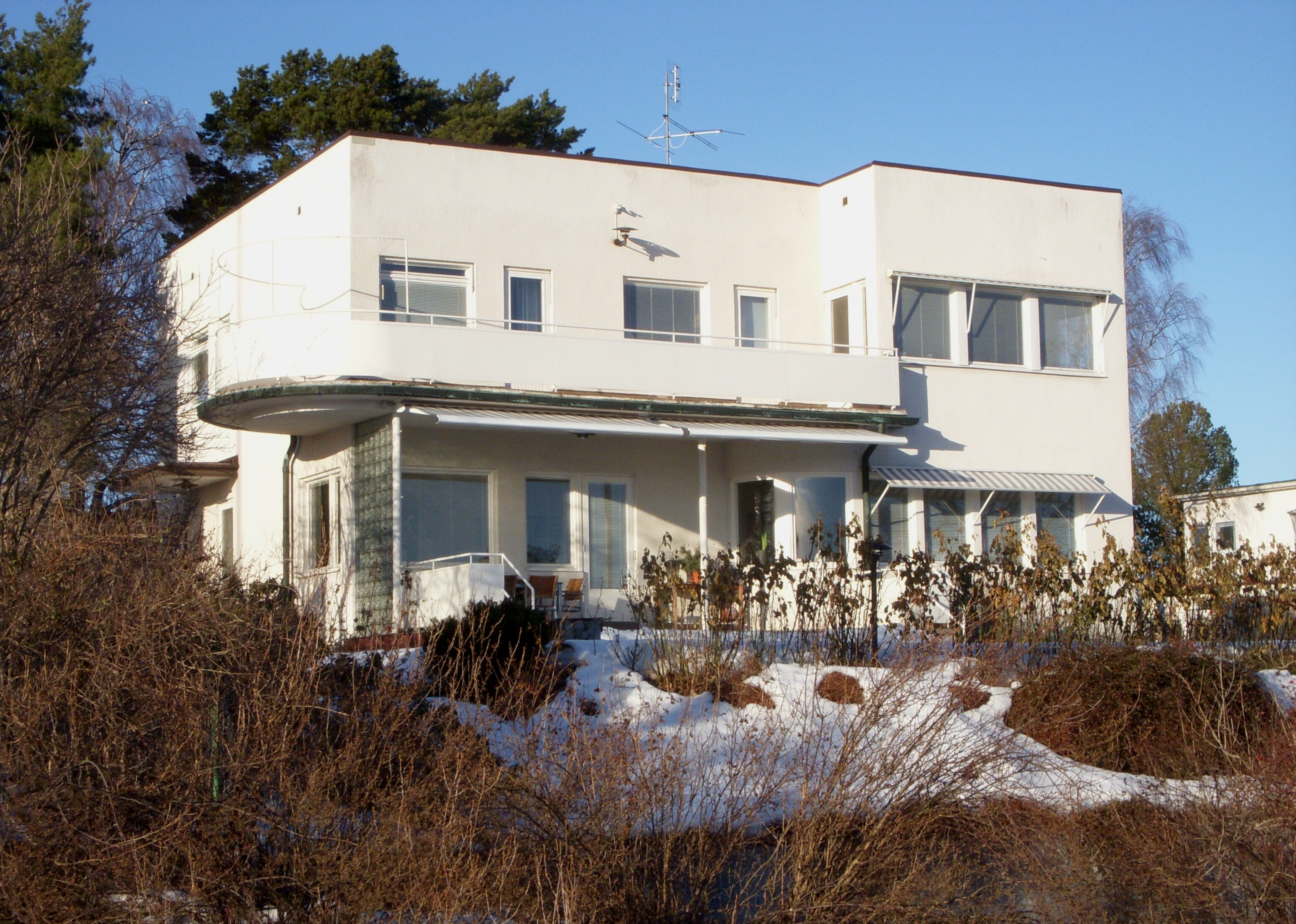
Ängbyhöjden 28, 2011
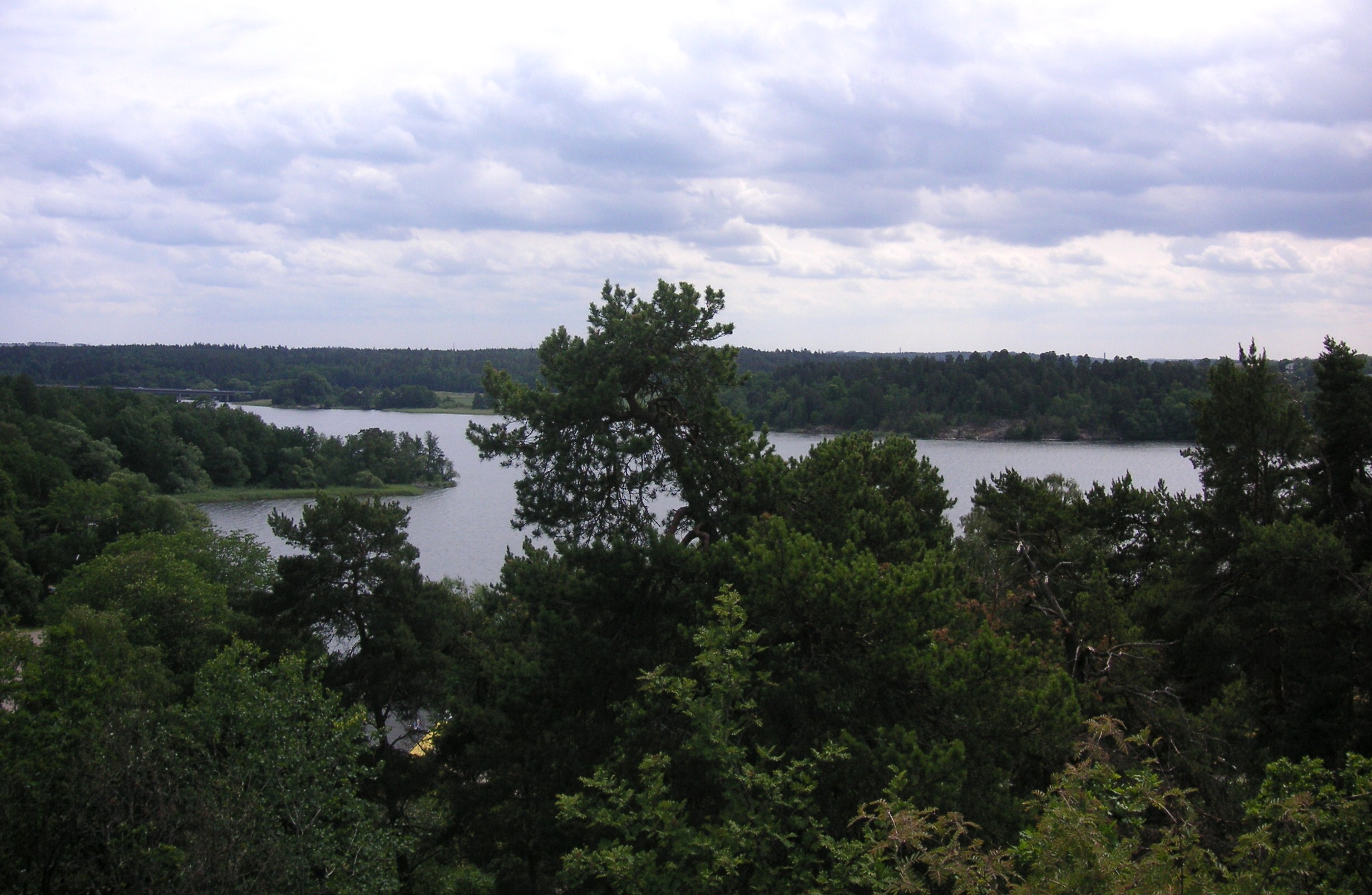
Vy mot Mälaren, 2008

Södra Ängby villaförening ger ut en egen tidskrift samt driver en informativ hemsida.

### Gatu- och kvartersnamn
De flesta gatorna i Södra Ängby är uppkallade efter konstnärer, däribland:
| Gata                 | Konstnär                  | Levnadsår |
| -------------------- | ------------------------- | --------- |
| Aroseniusvägen       | Ivar Arosenius            | 1878–1909 |
| Börjesonsvägen       | John Börjeson             | 1835–1910 |
| Carl Larssons väg    | Carl Larsson              | 1853–1919 |
| Egron Lundgrens väg  | Egron Lundgren            | 1815–1875 |
| Ehrenstrahlsvägen    | David Klöcker Ehrenstrahl | 1628–1698 |
| Ernst Josephsons väg | Ernst Josephson           | 1851–1906 |
| Gustaf Lundbergs väg | Gustaf Lundberg           | 1695–1786 |
| Hasselbergsvägen     | Per Hasselberg            | 1850–1894 |
| Höckertsvägen        | Johan Fredrik Höckert     | 1826–1866 |
| Karl Nordströms väg  | Karl Nordström            | 1855–1923 |
| Martinvägen          | Elias Martin              | 1739–1818 |
| Molinvägen           | Johan Peter Molin         | 1814–1873 |
| Per Ekströms väg     | Per Ekström               | 1844–1935 |
| Per Hörbergs väg     | Pehr Hörberg              | 1746–1816 |
| Pilos väg            | Carl Gustaf Pilo          | 1711–1793 |
| Richard Berghs väg   | Richard Bergh             | 1858–1919 |
| Roslinvägen          | Alexander Roslin          | 1718–1793 |
| Zornvägen            | Anders Zorn               | 1860–1920 |

Övriga gator inom området är Ängbyhöjden, Palettgränd och gränsgatorna Färjestadsvägen (tidigare del av Vultejusvägen) och Blackebergsvägen.
Kvartersnamnen hämtades från teaterns funktioner och delar, så som Dirigenten, Vridscenen, Sidologen, Orkesterdiket, Sufflörluckan, Stjärnspelet, Kulissen, Mellanakten och så vidare.

## Kommunikationer
Tunnelbanans gröna linje stannar vid stationerna Ängbyplan och Islandstorget på motsatta sidor av området. Från Ängbyplan till T-Centralen (Stockholms city) tar det 23 minuter. På ett promenadavstånd på cirka 1,5 km söderut finns även Nockebybanan. Vid Islandstorget stannar även SL-bussar till bland annat Solna kommun och Sundbyberg. Bromma flygplats ligger 5 km bilväg från Ängbyplan. Det är 7 km till E4 (Essingeleden) och 9 km till E18. Avståndet till den planerade biltunneln för E4 ("Förbifart Stockholm") blir ca 4 km.

## Demografi
Den 31 december 2021 hade stadsdelen 1 710 invånare, varav 8,9 procent med utländsk bakgrund.

## Södra Ängby i kulturen
På 1940-talet förekom en av villorna på Ängbyhöjden i flera av SF:s filmer som "direktörsvilla".
År 1989 inledde textilformgivaren Birgitta Hahn en serie grafiska mönster för Svenskt Tenn och ritade en svit Stockholms-mönster byggda på kända funkismiljöer, däribland Stadsbiblioteket, Slussen och Södra Ängby.
Ritningen för Södra Ängby-villan Järnridån 5 (Palettgränd 1) av Edvin Engström från 1935 utgör motivet till ett av de fem frimärken i serien Stockholms stadsarkiv som utgavs den 13 mars 2013 av svenska Posten. De fem frimärkena uppmärksammar världsminnet Stockholms stads byggnadsritningar.

## Kända invånare
Kända personer som bott i området inkluderar bland annat författarna Alf Henrikson, Barbro Lindgren, Eyvind Johnson och Bertil Malmberg, kompositören Lars-Erik Larsson, politikern Karl Kilbom, stadsplanedirektören Hans Wohlin, krögarna Melker Andersson och Kurt Haijby samt justitierådet och ambassadören Hans Danelius. Bland de nutida invånarna finns bland andra komikern Jonas Hallberg samt Git och Ignas Scheynius.
Eyvind Johnson skrev 1936, en vecka efter att han köpt en villa på Ehrenstralsvägen:
| ” | Tillåt mig först presentera mig. Fastighetsägare Johnson. Jag bor i ett hus med platt tak och inbyggd nattklubb i källaren, ett hus fullt av rör och kranar, knappar och verkningsfulla belysningar, ett hus med balkong och altan och fan vet allt - och jag äger precis Fem Tusen Ett Hundra Kronor i det. | „ |